# Bereznikí (Nijni Nóvgorod)
|  | Per a altres significats, vegeu «Bereznikí». |

Bereznikí (en rus: Березники) és un poble de l'óblast de Nijni Nóvgorod, a Rússia, segons el cens del 2010 tenia 316 habitants, pertany al districte de Iúrievski.